# 伊奧尼亞
伊奥尼亚，又译伊俄尼亚，或根据英语译作爱奥尼亚（英語：Ionia, /aɪˈoʊniə/），是古希腊时代对今天土耳其安纳托利亚西南海岸地区的称呼。伊奥尼亚北端约位于今天的伊兹密尔，南部到哈利卡尔那索斯以北，此外还包括希俄斯岛和萨摩斯岛。伊奥尼亚这个名字来自于希腊的一个叫做伊奧尼亞人的部落。这个部落于前两千年后期在爱琴海岸定居。有意思的是，这个部落本来很分散，但当他们在小亚细亚定居后开始形成一个共同体。伊奥尼亚重要的城市有以弗所、米利都和伊兹密尔。这些城市靠贸易富强起来，它们结盟为伊奥尼亚联盟。
一些重要的古希腊艺术风格是在伊奥尼亚形成的。前6世纪—前5世纪在伊奥尼亚出现了泰勒斯、阿那克西曼德和赫拉克利特等重要的哲学家。

## 译名的混乱
由于英语霸权（英語：hegemony of English）的影响，伊奥尼亚（伊俄尼亚）的中文译名十分混乱，并常与爱奥利亚（埃俄利亚）混淆。周作人曾在《英语本位的译音》一文中对此作出批评：
伊俄尼亚（Ionia），译作爱奥尼亚，要把头一个I字读如英语发音，这是没有第二国如此读法的。埃俄利亚（Aiolia）因为由拉丁文转入西欧，写作，也照英语读法译作伊奥利亚了。伊索同样地变了音，埃及却幸而免，大概译《旧约》的人还不是只承认英语是读音正宗的缘故吧。

## 历史
前7世纪吕底亚人开始控制伊奥尼亚；公元前547年，波斯帝国的居鲁士二世征服了伊奥尼亚，但此后伊奥尼亚的希腊语城邦一直在寻求独立。波斯人为了便于统治，遂给这些城邦委任了僭主。到了前499年，米利都和阿里司塔哥拉斯的僭主在波斯的支持下出海远征纳克索斯岛失败而被解任。阿里司塔哥拉斯人趁机鼓动整个小亚细亚的伊奥尼亚希腊语地区起来反抗波斯的统治，由此拉开了伊奥尼亚叛乱的序幕。随着叛乱的发展，越来越多的小亚细亚小国被卷入到这场纷争中。前500年爆发了伊奥尼亚人起义，由于雅典的介入从而导致了希波战争。前470年代随希腊的胜利，整个小亚细亚西海岸，包括伊奥尼亚，脱离了波斯的统治。但前386年伊奥尼亚再次落入波斯之手。
马其顿亚历山大大帝开始征服波斯帝国时伊奥尼亚重新并入希腊。亚历山大死后伊奥尼亚成为他的继承人之间的争夺品。
前133年它成为罗马的亚细亚省的一部分。395年后它属于东罗马帝国。11世纪末期塞尔柱突厥人占领伊奥尼亚，但又被东罗马人驱逐。1359年之后伊奥尼亚终于被奥斯曼帝国征服。
色佛尔条约曾将这里划给希腊，洛桑条约后归还给土耳其，今天它是土耳其共和国的一部分。